# چریک‌های بین‌الملل
چریک‌های بین‌الملل (به انگلیسی: International Guerrillas) با عنوان اصلی International Gorillay فیلمی اکشن جاسوسی ساختهٔ سال ۱۹۹۰ پاکستان است که در اصل در چارچوب مجادله آیات شیطانی منتشر شد. این فیلم سلمان رشدی را به عنوان شرور یا نقش منفی اصلی اصلی خود به تصویر می‌کشد. این فیلم به زبان اردو ساخته شده‌است و دارای چندین قطعه موسیقی همراه ترانه و رقص است.
سجاد گل تهیه‌کننده این فیلم است. او این فیلم را پروژه‌ای صرفاً تجاری و نه یک اثر هنری توصیف کرده‌است.

## داستان
شخصیت‌های اصلی این فیلم سه برادر پاکستانی هستند، برادر بزرگتر یک افسر پلیس و دو برادر کوچک، اوباش هستند. این سه برادر سرانجام با توجه به مشاجره در مورد آیات شیطانی آشتی می‌کنند. در یک نسخه نمایشی از درگیری پلیس اسلام‌آباد در ۱۲ فوریه ۱۹۹۰ با شلیک به اوباش که ۵ تظاهرکننده کشته و ۸۳ زخمی شدند، خواهر کوچکتر آنها در تظاهرات علیه سلمان رشدی به دست پلیس کشته می‌شود. این سه برادر تصمیم می‌گیرند با شکار و کشتن رشدی انتقام ناموس اسلامی را از او انتقام بگیرند. آنها در طول انجام مأموریت خود از یک مأمور پلیس زن کمک می‌گیرند.
سلمان رشدی با بازی افضل احمد، در این فیلم به عنوان مغز متفکر جنایتکار نمایش داده می‌شود و برای یک توطئه بین‌المللی برای نابودی اسلام کار می‌کند (زیرا که اعتقادات مسلمان مانعی برای آرزوهای او برای ساخت قمارخانه، باشگاه شبانه و روسپی‌خانه در سراسر جهان است). او در حالی که در فیلیپین مخفی شده‌است به تصویر کشیده شده‌است و توسط یک ارتش خصوصی به سرپرستی یک ژنرال اسرائیلی محافظت می‌شود. سعید خان رنجلا در نقش «رئیس باتو باتو»، نوچه اصلی یهودی رشدی است. رشدی زندگی لذت‌جویانه و زیاده‌خواهی‌های دیگر را تجربه می‌کند و با شکنجه و کشتن مجاهدان که مرتباً سعی می‌کنند او را شکار کنند، خود را سرگرم می‌کند. او همچنین از شکنجه کردن مسلمانان با اجبار به گوش دادن به خواندن آیات شیطان لذت می‌برد.
شخصیت‌های اصلی وارد فیلیپین می‌شوند و شکار خود را برای رشدی آغاز می‌کنند که به لطف استفاده از حیله‌های متعدد، مرتباً از آنها فرار می‌کند. در جریان یکی از تلاشهایشان برای کشتن رشدی، این سه برادر در لباس‌های بتمن ظاهر می‌شوند. خواهر ژنرال اسرائیلی فرستاده می‌شود تا یکی از چریک‌های مسلمان را اغوا کند، اما در نهایت عاشق او می‌شود و در نهایت در صحنه آخر به اسلام می‌گرود.
این فیلم با یک صحنهٔ هفت‌تیرکشی در مقابل چهار «چریک بین‌المللی» و ارتش رشدی متشکل از مزدوران اسرائیلی خاتمه می‌یابد. قهرمانان داستان شروران را شکست می‌دهند و همزمان با تلاش رشدی برای فرار از صحنه، سه قرآن غول پیکر در آسمان ظاهر می‌شوند و نویسنده را با صاعقه می‌زنند و او به آتش کشیده می‌شود.

## بازیگران
- غلام محی الدین
- مصطفی قریشی
- سعید خان رنجلا
- ببرا شریف
- همایون قریشی
- شاپیری نغمه
- افضل احمد در نقش سلمان رشدی.

## ممنوعیت موقت در بریتانیا و پاسخ رشدی
هیئت طبقه‌بندی فیلم بریتانیا از به این گواهینامه نداد، و عملاً جلوی اکران آن در سینماهای بریتانیا را گرفت. اعضای هیئت امنیت سلمان رشدی را علت این کار دانستند و امکان به خشونت کشیده شدن را دادند.

با این که فیلم سلمان رشدی را بسیار منفی نشان می‌داد، او با ممنوعیت آن مخالفت کرد:
من به عنوان یک نویسنده، در اصل با استفاده از قوانین جنایی باستانی مثل کفر، فتنه و افترا بزهکارانه علیه آثار خلاق مخالف هستم، حتی در مورد فیلمی که کاملاً آشکارا دربارهٔ من بدگویی می‌کند.
ممنوعیت لغو شد. رشدی بعداً گفت، «اگر این فیلم ممنوع بود، آن را تبدیل به داغترین فیلم در شهر می‌کرد: همه آن را می‌دیدند». در حالی که این فیلم در پاکستان یک بازخورد عالی داشت، اما فقط در یک انتشار محدود در غرب دیده شد، جایی که تقریباً توجهی به آن نشد.